# Marek Štěch
Marek Štěch, né le 28 janvier 1990 à Prague en Tchécoslovaquie, est un footballeur international tchèque, qui évolue au poste de gardien de but à Luton Town.

## Biographie

### Carrière en club
Avec le club du Sparta Prague, Marek Štěch dispute un match en Ligue des champions, et 3 matchs en Ligue Europa.
Le 14 juin 2017, il rejoint Luton Town, Angleterre.

### Carrière internationale
Marek Štěch compte une sélection avec l'équipe de Tchéquie depuis 2014,.
Il est convoqué pour la première fois en équipe de Tchéquie par le sélectionneur national Pavel Vrba, pour un match amical contre l'Autriche le 3 juin 2014. Le match se solde par une défaite 2-1 des Tchèques.

## Palmarès
Il est vice-champion du Football League Two (D4 anglaise) avec Luton Town en 2018.
Il est champion du Football League One (D3 anglaise) avec Luton Town en 2019.

### Distinctions personnelles
- 2018 : Membre de l'équipe type de Football League Two en 2018.